# Alejandro Francés
Alejandro Francés Torrijo (Saragozza, 1º agosto 2002) è un calciatore spagnolo, difensore del Girona.

## Carriera

### Club
Cresciuto nel settore giovanile del Real Saragozza, ha esordito in prima squadra il 17 dicembre 2019 disputando l'incontro di Coppa del Re vinto 0-1 contro il Socuéllamos.

### Nazionale
Ha giocato nelle nazionali giovanili spagnole Under-17 ed Under-18.
Nel 2021 viene convocato dalla nazionale Under-21 spagnola per il campionato europeo di categoria, dove però non gioca alcun incontro.

## Statistiche

### Presenze e reti nei club
Statistiche aggiornate al 16 dicembre 2024.
| Stagione              | Squadra               | Campionato            | Campionato | Campionato | Coppe nazionali | Coppe nazionali | Coppe nazionali | Coppe continentali | Coppe continentali | Coppe continentali | Altre coppe | Altre coppe | Altre coppe | Totale | Totale |
| Stagione              | Squadra               | Comp                  | Pres       | Reti       | Comp            | Pres            | Reti            | Comp               | Pres               | Reti               | Comp        | Pres        | Reti        | Pres   | Reti   |
| --------------------- | --------------------- | --------------------- | ---------- | ---------- | --------------- | --------------- | --------------- | ------------------ | ------------------ | ------------------ | ----------- | ----------- | ----------- | ------ | ------ |
| gen. 2020             | Real Saragozza B      | TD                    | 1          | 0          |                 | -               | -               |                    | -                  | -                  |             | -           | -           | 1      | 0      |
| 2019-2020             | Real Saragozza        | SD                    | 3          | 0          | CR              | 2               | 0               |                    | -                  | -                  |             | -           | -           | 5      | 0      |
| 2020-2021             | Real Saragozza        | SD                    | 28         | 0          | CR              | 1               | 0               |                    | -                  | -                  |             | -           | -           | 29     | 0      |
| 2021-2022             | Real Saragozza        | SD                    | 33         | 1          | CR              | 0               | 0               |                    | -                  | -                  |             | -           | -           | 33     | 1      |
| 2022-2023             | Real Saragozza        | SD                    | 23         | 0          | CR              | 1               | 0               |                    | -                  | -                  |             | -           | -           | 24     | 0      |
| 2023-2024             | Real Saragozza        | SD                    | 36         | 3          | CR              | 0               | 0               |                    | -                  | -                  |             | -           | -           | 36     | 3      |
| Totale Real Zaragozza | Totale Real Zaragozza | Totale Real Zaragozza | 123        | 4          |                 | 4               | 0               |                    | -                  | -                  |             | -           | -           | 127    | 4      |
| 2024-2025             | Girona                | PD                    | 8          | 0          | CR              | 1               | 0               | UCL                | 4                  | 0                  | -           | -           | -           | 13     | 0      |
| Totale carriera       | Totale carriera       | Totale carriera       | 132        | 4          |                 | 5               | 0               |                    | 4                  | 0                  |             | -           | -           | 141    | 4      |